# Neoconocephalus ensiger
Neoconocephalus ensiger is een rechtvleugelig insect uit de familie sabelsprinkhanen (Tettigoniidae). De wetenschappelijke naam van deze soort is voor het eerst geldig gepubliceerd in 1841 door Harris.